# Robert Walthour
Robert "Bobby" Walthour (Atlanta, 1 de gener de 1878 - Boston, 3 de setembre de 1949) fou un ciclista estatunidenc, professional des del 1896 fins al 1916. Considerat un dels millors ciclistes del seu país a principis de segle xx, es va dedicar a les curses de pista. Va aconseguir dos Campionats mundials de mig fons el 1904 i 1905 i un Campionat d'Europa el 1911.
El seu fill Bob i el seu nebot Jim també es dedicaren professionalment al ciclisme.

## Palmarès
- 1896
  - 1r als Sis dies de Boston (individual)
- 1901
  - 1r als Sis dies de Nova York (amb Archie McEachern)
- 1902
  - Campió dels Estats Units de Mig Fons
- 1903
  - 1r als Sis dies de Nova York (amb Ben Munroe)
  - Campió dels Estats Units de Mig Fons
- 1904
  -  Campió del Món de Mig fons
- 1905
  -  Campió del Món de Mig fons
- 1911
  - Campió d'Europa de mig fons